# یوهانس ماریو زیمل
یوهانس ماریو زیمل (انگلیسی: Johannes Mario Simmel؛ ۷ آوریل ۱۹۲۴ – ۱ ژانویهٔ ۲۰۰۹) یک فیلم‌نامه‌نویس اهل اتریش بود.